# Eurodollar
Der Eurodollar ist keine Währung, sondern im Finanzwesen der außerhalb der Vereinigten Staaten zirkulierende US-Dollar in Form des Buchgeldes oder der Verbriefung. Der Wortbestandteil „Euro-“ weist lediglich auf Europa hin, denn bei der Entstehung des Eurodollar gab es die Währung Euro noch nicht.

## Allgemeines
Damit ist der Eurodollar ein Handelsobjekt außerhalb der Währungshoheit der USA und bildet die Grundlage für Finanztransaktionen auf den außeramerikanischen Finanzmärkten. Eurodollar sind nach der Definition der Bank für internationalen Zahlungsausgleich jene US-Dollar, „die von außerhalb der USA erworben und zur Kreditgewährung an Kreditnehmer unmittelbar in Dollar oder – nach Umtausch – in einer anderen Währung verwendet werden“. Formal handelt es sich um Sichteinlagen oder befristete Einlagen (mit einer Laufzeit bis zu sechs Monaten) – von Wirtschaftssubjekten mit Geschäfts- oder Wohnsitz außerhalb der USA – in US-Dollar bei Geschäftsbanken außerhalb der USA. Eurodollar unterliegen nicht der Bankenaufsicht der USA, weil sie dort nicht kursieren und auch nicht der Aufsicht anderer Staaten, weil der US-Dollar dort nicht Heimatwährung ist. Das macht den Eurodollar-Markt zu einem Offshore-Finanzplatz. Sie unterliegen auch nicht der Mindestreservepflicht gegenüber der Federal Reserve Bank (Fed), wodurch höhere Habenzinsen an die Gläubiger gezahlt werden können.

## Handel
Eurodollars sind Handelsobjekte auf den Geld-, Kapital- und Kreditmärkten. Der Eurodollar-Markt ist jeweils ein Teilmarkt dieser Märkte. Marktteilnehmer sind internationale Großbanken und Großunternehmen sowie multinationale Konzerne.
Häufige, auf Eurodollar denominierte Finanzinstrumente des Eurodollar-Markts sind Eurodollar-Anleihen (englisch Eurodollar-bonds), Eurodollar-Terminkontrakte (englisch Eurodollar futures), Floating Rate Notes und Zinsterminkontrakte sowie Festgelder und Kündigungsgelder (englisch call money). Auch der internationale Kreditverkehr bedient sich unter anderem der Eurodollars. 	

## Geschichte
Seine Entstehung verdankt der Eurodollar-Markt der Pfundkrise vom September 1957, der Konvertibilität vieler europäischer Währungen ab Dezember 1958 und hohen Zahlungsbilanzdefiziten der USA. Erste Veröffentlichungen über den „Eurodollar-Markt“ erschienen 1960, als von Staatsbanken des Ostblocks – insbesondere der ehemaligen Sowjetunion – berichtet wurde, dass diese entweder direkt oder über ihre westlichen Korrespondenzbanken nach kurzfristigen Geldanlagen in US-Dollar außerhalb der USA suchten und damit den Anstoß für die Entwicklung eines Eurodollar-Marktes gaben. Eine dieser Korrespondenzbanken war die Pariser Banque Commerciale pour l’Europe du Nord, deren Telegrammkürzel „Eurodollar“ war. Weitere Fachliteratur erschien 1961. Ein einheitlicher Marktzins etablierte sich ab 1958.
Als Zentrum des Handels mit Eurodollar etablierte sich der Finanzplatz London, der dadurch erheblich an Bedeutung gewann. Seine erste Bezeichnung war 1961 der „London Dollar Market“. Schätzungen der Bank für Internationalen Zahlungsausgleich zufolge stieg das Marktvolumen von 9 Mrd. US-Dollar im Jahre 1964 auf 25 Mrd. US-Dollar im Jahre 1968 und 1972 auf 91 Mrd. US-Dollar an. Seit 1966 wurden auf dem Eurodollar-Markt „London Dollar Certificates of Deposits“ von Londoner Banken als Emittenten angeboten. Wesentliche Refinanzierungsgrundlagen für den sich etablierenden Eurodollar-Markt waren sowohl die ehemalige Sowjetunion, die ihre Deviseneinnahmen in US-Dollar überwiegend bei westeuropäischen Banken anlegte, um hierdurch vor Repressalien durch die USA geschützt zu sein und dennoch einen Zugang zum internationalen Finanzmarkt zu besitzen, als auch die Petrodollars der OPEC.
| Jahr | Marktvolumen in Mrd. US-Dollar | Geldangebot aus den USA in Mrd. US-Dollar | Geldnachfrage in den USA Mrd. US-Dollar |
| ---- | ------------------------------ | ----------------------------------------- | --------------------------------------- |
| 1964 | 09,0                           | 1,5                                       | 02,2                                    |
| 1965 | 11,5                           | 1,3                                       | 02,7                                    |
| 1966 | 14,5                           | 1,7                                       | 05,0                                    |
| 1967 | 17,5                           | 2,6                                       | 05,8                                    |
| 1968 | 25,0                           | 4,5                                       | 10,2                                    |
| 1969 | 37,5                           | 6,7                                       | 17,8                                    |
| 1970 | 57,0                           | 4,5                                       | 13,1                                    |
| 1971 | 71,0                           | 6,1                                       | 08,3                                    |
| 1972 | 91,0                           | 6,9                                       | 09,6                                    |

Der Finanzplatz London zog europäische Großbanken (wie Algemene Bank Nederland, Barclays Bank, Deutsche Bank oder Société Générale) und Fremdwährungsguthaben aus den USA über Offshore-Finanzplätze – vorzugsweise von den Bahamas – nach London, einschließlich der Geldwäsche von Schwarzgeld der Mafia. Da eine Marktregulierung nicht stattfand, waren die Zinsniveaus für Habenzinsen und Kreditzinsen höher als beim US-Dollar, was die Marktteilnehmer zur Zinsdifferenzarbitrage einlud.
Die Aufhebung der amerikanischen Kapitalverkehrskontrollen hatte keine Auswirkung auf das enorme Marktwachstum des Eurodollar-Marktes. Allein die offenen Positionen in Eurodollar-Futures erreichten 1999 insgesamt 750 Mrd. US-Dollar.

## Wirtschaftliche Aspekte
Der Umfang des Geldangebots auf dem Eurodollar-Markt ist insbesondere vom (chronischen) Zahlungsbilanzdefizit der USA abhängig, weil es den Umfang der Dollarguthaben in ausländischem Besitz bestimmt. Typische „Defizit-Länder“ wie Großbritannien und Italien sind meist Netto-Schuldner auf dem Eurodollar-Markt, während Deutschland als „Überschuss-Land“ eine Netto-Gläubiger-Position innehat. Die Ölkrise brachte den Ölexporteuren eine Netto-Gläubiger-Position ein, weil sie ihre Devisenüberschüsse nur teilweise für Importe verwenden konnten. Sie und andere Überschussländer bilden die Geldnachfrage. Werden Eurodollar-Bankguthaben oder Eurodollar-Geldmarktpapiere bei Kreditinstituten im Eurosystem angelelegt, werden sie als Geldmenge M3 erfasst.
Durch die Einführung des Euro im Januar 2002, der zunehmenden Kapitalverkehrsfreiheit und der Schwächung des US-Dollar als Leitwährung wurde der Eurodollar-Markt zwar temporär geschwächt, doch wurde das Marktvolumen im Jahre 2016 auf 13,833 Billionen US-Dollar geschätzt.

## Abgrenzung
Für den europäischen Markt bürgerte sich der Ausdruck „Eurodollar-Markt“ ein, um diesen von den Zentren der Asiendollar-Märkte Hongkong, Singapur und Tokio abzugrenzen.